# Пендюрин, Пётр Максимович
Пётр Максимович Пендюрин (23 августа 1905, с. Верхнее Казачье — 3 октября 1986, там же) — стрелок 1076-го стрелкового полка 314-й стрелковой дивизии 59-й армии 1-го Украинского фронта, рядовой — на момент представления к награждению орденом Славы 1-й степени.

## Биография
Родился 23 августа 1905 года в селе Верхнее Казачье ныне Задонского района Липецкой области в семье крестьянина. Русский. Член ВКП/КПСС с 1944 года. Окончил три класса сельской школы. Трудился на хозяйстве отца, затем в колхозе. Работал на стройках первых пятилеток. Был бригадиром железобетонных работ на строительстве электростанции в городе Кандалакше.
С началом Великой Отечественной войны продолжал работать на стройках страны. Как опытный специалист имел «бронь». С ноября 1942 года строил гидролизный завод в Свердловской области. Только в январе 1944 года был призван в Советскую Армию.
После трёхмесячного обучения в запасном полку с маршевой ротой прибыл на Ленинградский фронт. Его назначили пулемётчиком в 1074-й стрелковый полк 314-й стрелковой дивизии. Участвовал в наступлении под Нарвой.
В боях за Выборг, действуя в боевых порядках стрелковых подразделений, огнём из пулемёта подавил несколько огневых точек и истребил не менее десятка гитлеровцев и был награждён медалью «За отвагу».
В декабре 1944 года дивизия была переброшена на Сандомирский плацдарм и вошла в состав 1-го Украинского фронта. Рядовой Пендюрин воевал уже в 204-й отдельной разведывательной роте той же дивизии. 16 января разведгруппа, возглавляемая старшим лейтенантом Мининым, проникла в тыл противника и атаковала вражеский штаб. В рукопашной схватке бойцы истребили охрану, сожгли две штабные машины и захватили ценные документы. Рядовой Пендюрин при этом уничтожил трёх гитлеровцев и захватил портфель с важными документами. Приказом командира 314 стрелковой дивизии от 5 февраля 1945 года за мужество и отвагу, проявленные в боях с немецко-фашистскими захватчиками был награждён орденом Славы 3-й степени.
28-29 марта 1945 года в бою за населённый пункт Тюрминтц (Верхняя Силезия) наступающие подразделения попали под сильный пулемётный огонь. Командир взвода, в котором воевал Пендюрин, был ранен, несколько бойцов убито. Солдат возглавил оставшихся бойцов. Очищая от гитлеровцев дом за домом, взвод дошёл до центра села. Здесь Пендюрин под огневым прикрытием товарищей незамеченным подполз к костелу, откуда вели огонь вражеские пулемётчики и выстрелами из двух трофейных фаустпатронов подавил пулемёты. Ворвавшись затем вместе с товарищами в костел, огнём из автомата уничтожил ещё трёх фашистов и одного взял плен. Всего в этот день он уничтожил 17 гитлеровцев. Приказом по войскам 59-й армии от 23 апреля 1945 года за мужество и отвагу, проявленные в боях с немецко-фашистскими захватчиками, рядовой Пётр Максимович Пендюрин награждён орденом Славы 2-й степени.
В районе села Мюнхгоф Судетской области наступающие части встретили хорошо организованную оборону. Первым поднялся в атаку и, увлекая за собой товарищей, ворвался во вражескую траншею. В рукопашной схватке уничтожил двадцать гитлеровцев и семерых взял в план. Закончил войну под Прагой.
Указом Президиума Верховного Совета СССР от 27 июня 1945 года за исключительное мужество, отвагу и бесстрашие, проявленные на заключительном этапе Великой Отечественной войны в боях с гитлеровскими захватчиками был награждён орденом Славы 1-й степени. Стал полным кавалером ордена Славы.
В 1945 году был демобилизован. Возвратился в родное село. Семнадцать лет он трудился на различных должностях: был председателем колхоза, заведующим свинофермой.
В 1962 году ушёл на пенсию по инвалидности. Продолжал принимать активное участие в жизни родного совхоза. Умер 3 октября 1986 года. Похоронен на кладбище села Верхнее Казачье Задонского района Липецкой области.
Награждён орденами Славы 3-х степеней, Отечественной войны 1-й степени, медалями.